# Nabari
Nabari (名張市, Nabari-shi) is een stad van de prefectuur Mie in Japan. De oppervlakte van de stad is 129,76 km² en sinds oktober 2018 had de stad iets meer dan 77.000 inwoners. De stad ligt aan de rivieren de Shorenji, Nagase, Taro en Nabari.

## Geschiedenis
Nabari werd op 1 maart 1954 erkend als stad (shi).

## Verkeer
Nabari ligt aan de Ōsaka-lijn en Iga-lijn van de Kintetsu (Kinki Nippon Tetsudō).
Nabari ligt aan de autowegen 165 en 368.

## Bezienswaardigheden
- Nationaal park Muro Akame Aoyama, met 48 watervallen.
- Salamandercentrum, bij de ingang van Muro Akame Aoyama, met salamanders uit alle werelddelen.
- Shorenji, dam en meer; na de bouw van de dam is een stuwmeer ontstaan met recreatiegebied aan de rand.
- Sleutelvormige grafheuvel uit de 5e of 6e eeuw.
- Natsumihaiji-tempel, begraafplaats van keizer Tenmu.

## Aangrenzende steden
- Iga
- Tsu
- Uda

## Geboren in Nabari
- Taro Hirai (平井 太郎, Hirai Tarō), schrijver van detectiveverhalen bekend onder zijn pseudoniem Rampo Edogawa
- Ken Hirai (平井堅, Hirai Ken), zanger (J-pop en rhythm-and-blues)
- Mina Fukui (福井 未菜, Fukui Mina), actrice